# Clorita
Clorita és el nom genèric d'un grup de minerals fil·losilicats d'aspecte micaci, també conegut com a grup de la clorita. El nom procedeix del grec cloros, que significa verd, pel color predominant dels minerals d'aquest grup.

## Característiques

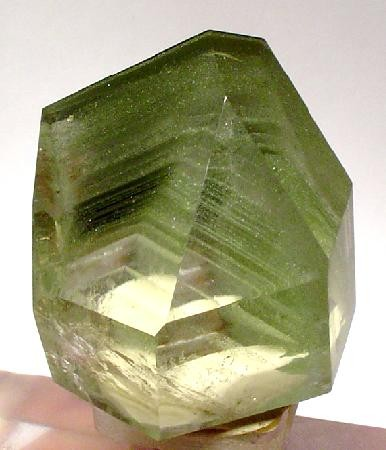
Cristall de quars amb inlclusions de clorita

El grup de la clorita és un grup de minerals que majoritàriament cristal·litzen en el sistema monoclínic, tot i que també n'hi ha triclínics i ortoròmbics. Es formen per transformació i alteració de l'augita, la biotita i l'hornblenda. La duresa de les clorites es troba entre 2 i 2,5 a l'escala de Mohs, sent considerats minerals tous. S'identifiquen per tenir un color predominantment verdós, una ratlla incolora i per una densitat mesurada que oscil·la entre 2,6 i 3,3 g/cm³. El seu hàbit és laminar, i normalment apareixen en cristalls pseudohexagonals, tabulars i en agregats subarrodonits o morfologies mixtes entre les dues. També es pot trobar en forma d'inclusions en altres minerals. El seu tacte és oliós quan es frega entre els dits. Les plaques són flexibles, però no elàstiques com en el cas de la mica.
Els seus índex de refracció són na =1,55 - 1,67, nb = 1,55 - 1,69 i ng = 1,55 - 1,69. Els índexs i la birefringència augmenten amb el contingut en Fe2+. La presència d'aigua també augmenta el valor dels índexs. A causa que la birefringència és baixa, els colors d'interferència són de primer ordre. Són comuns els colors d'interferència anòmals, així els colors d'interferència marronosos són comuns en les varietats amb signe òptic positiu i els colors blaus i porpres en els negatius. Algunes varietats poden ser isòtropes. Les macles segons {101} són rares, i la seva exfoliació és perfecta en {001}. La seva elongació és positiva al llarg de la traça d'exfoliació en les varietats amb signe òptic negatiu i negativa en les varietats amb signe òptic positiu. Els plans d'exfoliació i les seccions paral·leles a (001) proporcionen figures de bisectriu aguda, encara que hi ha clorites que poden donar figures uniaxials. Les isogires són amples i difuses.
La seva fórmula genèrica és A5-6T₄Z18, on A pot ser Al, Fe2+, Fe3+, Li, Mg, Mn, o Ni, mentre que T és Al, Fe3+, Si, o una combinació d'aquests; i Z és O i/o OH.

## Estructura
Tots ells són minerals fil·losilicats amb una estructura que consisteix en capes de T-O-T (tetràedre-octàedre-tetràedre). Presenten dues capes que tenen els vèrtex dels tetràedres del silicat apuntant un cap a l'altre. Aquestes dues capes es troben separades per una capa intermèdia que pot ser simplement de cations coordinats octaèdricament o pot ser una capa del tipus brucita, de dues làmines de grups OH estretament empaquetats amb els intersticis entre les capes que proporcionen el punt de coordinació octaèdrica. Les capes T-O-T i la capa intermèdia estan unides per forces electroestàtiques i enllaços d'hidrogen. Com que les direccions "a" i "b" de la capa T-O-T poden estar orientades a la capa intermèdia en dotze seqüències d'apilament diferents, resulten dotze politips diferents (no tots els quals s'han trobat a la natura de a cada espècie).

## Minerals del grup de la clorita
Els minerals més comuns són el clinoclor, la pennantita o la chamosita. En total, s'engloben tretze espècies minerals a dins d'aquest grup:
| Espècie      | Fórmula                          |
| ------------ | -------------------------------- |
| Baileyclor   | (Zn,Fe+2,Al,Mg)₆(Al,Si)₄O10(OH)₈ |
| Borocookeïta | Li1+3xAl4-x(BSi₃O10)(OH)₈        |
| Chamosita    | (Fe,Mg)₅Al(Si₃Al)O10(OH)₈        |
| Clinoclor    | (Mg,Fe2+)₅Al(Si₃Al)O10(OH)₈      |
| Cookeïta     | LiAl₄(Si₃Al)O10(OH)₈             |
| Donbassita   | Al₂[Al2,33][Si₃AlO10](OH)₈       |

| Espècie            | Fórmula                          |
| ------------------ | -------------------------------- |
| Franklinfurnaceïta | Ca₂Fe3+Mn₃2+Mn3+(Zn₂Si₂O10)(OH)₈ |
| Glagolevita        | Na(Mg,Al)₆(AlSi₃O₁₀)(OH,O)₈      |
| Gonyerita          | (Mn²⁺Mg)₅Fe³⁺(Fe³⁺Si₃O₁₀)(OH)₈   |
| Nimita             | (Ni,Mg,Al)₆(Si,Al)₄O10(OH)₈      |
| Pennantita         | (Mn₅Al)(Si₃Al)O10(OH)₈           |
| Sudoïta            | Mg₂(Al,Fe)₃Si₃AlO10(OH)₈         |

### Varietats
La brunsvigita és un mineral clorític, una varietat de clorita. La seva fórmula és (Fe2+,Mg,Al)₆(Si,Al)₄O10(OH). Va ser anomenada d'aquesta manera l'any 1901 per Johannes Fromme, per la regió de Brunsvig (Alemanya). Va ser descrita per primera vegada a partir d'uns exemplars trobats a la pedrera de gabre de Bärenstein, a la serralada de Harz, a Bad Harzburg (Baixa Saxònia, Alemanya). Actualment és una espècie rebutjada per l'IMA, per la qual cosa es considera una varietat de la clorita. Una altra varietat de clorita és la prasolita, un mineral fibrós de color verd-porro suau descrit a Kilpatrick Hills, Escòcia. És un aluminosilicat de magnesi i ferro.

## Formació i jaciments
És un mineral primari i estès en roques de metamorfisme regional de grau mitjà i baix. En roques ígnies és generalment secundari i es forma per alteració hidrotermal a partir de piroxens, amfíbols i biotites. Són comuns en roques argiloses. En roques pelítiques es troba associada a biotita, granat, estaurolita, andalusita, moscovita i cordierita. És un constituent comú de sòls i de la fracció argilosa de les roques sedimentàries.
Les clorites es troben àmpliament distribuïdes pels cinc continents. Algunes espècies són molt rares i només es troben en determinats indrets del planeta. És el cas de la borocookeïta, que només se'n troba a les pegmatites de Malkhan, al krai de Zabaikàlie (Rússia); la franklinfurnaceïta, que només ha estat descrita a la mina Franklin, a la localitat homònima, a Nova Jersey (Estats Units), o la glagolevita que únicament se n'ha trobat a dues localitats russes: a la mina de mica flogopita de Kovdor (monts Urals, óblast de Sverdlovsk), i a la serralada de Nizhnetagilskii (península de Kola, óblast de Múrmansk).